# Sergej Aleksandrovič Nilus
Sergej Aleksandrovič Nilus (anche Sergiei, Sergyei, Sergius, Serge), in russo Сергей Александрович Нилус? (Mosca, 25 agosto 1862 – Krutets, 14 gennaio 1929) è stato uno scrittore russo, autore prolifico di libri sulla religione, autodefinitosi mistico.
Fu responsabile della pubblicazione della versione estesa, del testo intitolato Protocolli dei Savi di Sion, un falso contenente accuse antisemite, in Russia nel 1903. Esso comparve come ultimo capitolo del suo libro Velikoe v malom i antichrist, kak blizkaja političeskaja vozmožnost'. Zapiski pravoslavnogo (Il Grande all'interno del Piccolo e Anticristo, un'Imminente Possibilità Politica. Note di un Credente Ortodosso), sull'avvento dell'Anticristo.

## Vita
Figlio di Aleksandr Petrovič Nilus, da una famiglia di immigrati svizzeri, Nilus fu un proprietario terriero del governo di Orël. Studiò legge e si laureò all'Università di Mosca, e divenne magistrato in Transcaucasia. Si trasferì successivamente a Biarritz, vivendo lì con un'amante di nome Natal'ja Komarovskaja fino a che le sue (di lui) proprietà fallirono ed egli ruppe la loro relazione. Benché fosse stato educato nella fede Russo Ortodossa, Nilus non sembrò dare molta importanza alla religione fino a quando non rimase vittima di un incidente a cavallo che gli fece tornare in mente un voto pronunciato durante l'infanzia di recarsi nel Monastero della Trinità di San Sergio. Successivamente incontrò San Giovanni di Kronštadt, a cui riconosceva di averlo guarito da un'infezione alla gola e restituendolo alla sua fede nativa.
Nel 1901 o 1902, Nilus pubblicò il suo libro Velikoe v malom i antichrist, kak blizkaja političeskaja vozmožnost'. Zapiski pravoslavnogo (Il Grande all'interno del Piccolo e Anticristo, un'Imminente Possibilità Politica. Note di un Credente Ortodosso). Il testo dei Protocolli apparve come capitolo dodici dell'edizione 1905 di questo libro il quale a sua volta era stato rielaborato dal romanzo Biarritz, di Hermann Goedsche. Un'indagine segreta ordinata dal neoeletto presidente del Consiglio dei ministri Pëtr Arkad'evič Stolypin stabilì subito che i Protocolli erano apparsi come testo a sé stante per la prima volta a Parigi nei circoli antisemitici intorno al 1897–1898.
Nel 1906 Nilus sposò Elena Aleksandrovna Ozerova, che aveva servito come dama di compagnia di Aleksandra Fëdorovna Romanova, ultima imperatrice di Russia. Nel 1907, Nilus si trasferì nel monastero di Optina, dove visse fino al 1912. Durante questo periodo pubblicò diversi libri di argomento spirituale, compresa la sua opera più famosa (oltre a Velikoe v malom): Sulle rive del fiume di Dio, un ritratto dei suoi anni ad Optina e dei molti Starec ortodossi viventi lì. Durante questo intervallo di tempo, Nilus ricevette le carte di Nikolaj Motovilov, un proprietario terriero russo e stolto in Cristo che fu un discepolo di San Serafino di Sarov. Nilus pubblicò uno di questi manoscritti con il titolo "Una meravigliosa rivelazione al mondo: conversazioni di San Serafino con Nikolaj Aleksandrovič Motovilov sull'acquisizione dello Spirito Santo." Questo manoscritto sarebbe diventato uno dei testi ortodossi più letti dell'età moderna. Nel 1912, il Santo Sinodo ricevette un rapporto secondo il quale Nilus viveva in un monastero con la moglie (anche se i Nilus non vivevano effettivamente all'interno del monastero, ma piuttosto come ospiti in una casetta vicina), per cui Nilus fu costretto dal Sinodo a lasciare Optina.
Nilus fece pubblicare diverse edizioni dei Protocolli in Russia come parte di una campagna antisemitica. Benché le prime edizioni fossero in russo, i Protocolli si diffusero presto nel resto d'Europa da espatriati russi dopo la rivoluzione del 1917. Alcuni di questi dichiararono che i Protocolli fornivano una prova che i giudei stavano dietro la Rivoluzione russa. Il giorno della morte di Nilus, l'Europa era stata inondata da milioni di copie dei Protocolli.
Sotto il nuovo governo sovietico, Sergej Nilus fu arrestato e imprigionato brevemente nel 1924, 1925 e 1927. Morì il 14 gennaio 1929, per infarto, mentre si trovava nel villaggio di Krutets (oblast' di Vladimir).
In Unione Sovietica il solo possesso dei libri di Nilus veniva punito con la prigione fino a 10 anni, per "propaganda antisovietica mediante possesso di letteratura antisovietica".

## Opere

Velikoe v malom i antichrist

- Velikoe v malom i antichrist, kak blizkaja političeskaja vozmožnost'.

Zapiski pravoslavnago. [Titolo russo in caratteri latini]
(Carskoe Selo, Tip. Carskoselskago Komiteta Krasnago Kresta, 1905) [ristampa]
2. izd. ispr. i dop. [edizione]
417 p. [descrizione]
Profezie [soggetto]
Protokoly sobranii Sionskich mudrecov: str.  [capitolo XII titolo latinizzato]
Protocolli dei Savi di Sion [capitolo XII titolo traslitterato in italiano]
[325]-417(= 92 pagine) [capitolo XII pagine]
Nota: Questo è il titolo per cui Nilus è rinomato — ma solo per il Capitolo XII (12), che peraltro egli non scrisse nemmeno.
CATNYP
- Na beregu Božiej reki (On the Bank Of God's River)

Ristampato da Orthodox Christian Books and Icons, San Francisco, Calif., 1969
- Santità sotto il Moggio
- Il Potere di Dio e la Debolezza dell'Uomo
- L'Anziano di Optina Theodosius
- Il Frumento e la Zizzania

Pubblicato nel 1908 da Holy Trinity-St. Sergeius Lavra